# Elitserien (Eishockey) 2000/01
Die Elitserien-Saison 2000/01 war die 26. Spielzeit der schwedischen Elitserien. Die Vorrunde wurde vom 20. September 2000 bis 24. Februar 2001 ausgespielt, die Play-offs begannen am 27. Februar und endeten mit dem letzten Finalspiel am 13. April. Schwedischer Meister 2000/01 wurde Djurgårdens IF, während in der Kvalserien, einer Relegationsrunde zwischen den besten vier Teams der zweitklassigen HockeyAllsvenskan und den beiden Letztplatzierten der Elitserien, Linköpings HC und Södertälje SK die ersten beiden Plätze belegten. Diese beiden Klubs durften somit in der folgenden Saison in der höchsten Liga spielen, die beiden Letzten der Elitserien 2000/01, Leksands IF und IF Björklöven stiegen hingegen in die Allsvenskan ab.

## Reguläre Saison

### Modus
Die zwölf Mannschaften der Elitserien spielten zunächst in 50 Saisonspielen gegeneinander. Die Vereine waren während der Vorrunde in drei regionale Gruppen eingeteilt, wobei die Teams aus den jeweiligen „Derbygruppen“ mehr Spiele gegeneinander bestritten als gegen Mannschaften aus den anderen Gruppen. Die ersten acht Teams der Vorrunde traten in den Play-offs gegeneinander an, für die Mannschaften auf den Plätzen 9 und 10 war die Saison beendet, die beiden Letztplatzierten mussten in der Kvalserien antreten.
Ein Sieg in der regulären Spielzeit brachte einer Mannschaft drei Punkte. Bei Torgleichheit nach der regulären Spielzeit wurde eine Verlängerung ausgetragen, in der der Sieger zwei Punkte, der Verlierer hingegen einen Punkt erhielt. Stand es auch nach der Verlängerung Unentschieden, wurde ein Penaltyschießen mit derselben Punktevergabe wie in der Verlängerung ausgetragen.

### Abschlusstabelle
|     | Klub               | Sp | S  | OTS | SOS | SON | OTN | N  | Tore    | Punkte |
| --- | ------------------ | -- | -- | --- | --- | --- | --- | -- | ------- | ------ |
| 1.  | Djurgårdens IF     | 50 | 30 | 1   | 3   | 3   | 2   | 11 | 164:116 | 103    |
| 2.  | Färjestad BK       | 50 | 27 | 2   | 2   | 2   | 2   | 15 | 198:157 | 93     |
| 3.  | Brynäs IF          | 50 | 23 | 1   | 4   | 3   | 5   | 14 | 167:146 | 87     |
| 4.  | MODO Hockey        | 50 | 18 | 5   | 4   | 5   | 2   | 16 | 133:139 | 79     |
| 5.  | Malmö IF           | 50 | 17 | 1   | 6   | 3   | 4   | 19 | 156:134 | 78     |
| 6.  | Luleå HF           | 50 | 21 | 2   | 3   | 1   | 2   | 21 | 146:147 | 76     |
| 7   | AIK Ishockey       | 50 | 18 | 5   | 3   | 2   | 1   | 21 | 142:142 | 73     |
| 8.  | Västra Frölunda HC | 50 | 21 | 2   | 0   | 5   | 0   | 22 | 155:139 | 72     |
| 9.  | Timrå IK           | 50 | 16 | 4   | 2   | 6   | 1   | 21 | 136:156 | 67     |
| 10. | HV71               | 50 | 17 | 2   | 3   | 5   | 0   | 23 | 147:149 | 66     |
| 11. | Leksands IF        | 50 | 16 | 0   | 3   | 1   | 2   | 28 | 135:178 | 57     |
| 12. | IF Björklöven      | 50 | 12 | 0   | 4   | 1   | 4   | 29 | 116:192 | 49     |

Sp = Spiele, S = Siege, OTS = Overtime-Siege, SOS = Penalty-Siege, SON = Penalty-Niederlage, OTN = Overtime-Niederlage, N = Niederlagen

### Beste Scorer
Quelle: SHL; Abkürzungen: Sp = Spiele, T = Tore, V = Assists, Pkt = Punkte, SM = Strafminuten; Fett: Bestwert
| Spieler              | Mannschaft    | Sp | T  | V  | Pkt | SM  |
| -------------------- | ------------- | -- | -- | -- | --- | --- |
| Kristian Huselius    | Frölunda      | 49 | 32 | 35 | 67  | 26  |
| Mikael Renberg       | Luleå         | 48 | 22 | 32 | 54  | 36  |
| Juha Riihijärvi      | Malmö         | 50 | 22 | 31 | 53  | 26  |
| Jörgen Jönsson       | Färjestad     | 50 | 20 | 26 | 46  | 32  |
| Jan Larsson          | Brynäs        | 50 | 17 | 29 | 46  | 16  |
| Henrik Zetterberg    | Timrå         | 47 | 15 | 31 | 46  | 24  |
| Robert Burakovsky    | Leksand       | 50 | 17 | 27 | 44  | 78  |
| Jonas Johnson        | Frölunda      | 50 | 15 | 29 | 44  | 75  |
| Kristofer Ottosson   | Djurgården    | 46 | 17 | 24 | 41  | 14  |
| Aleksandrs Beļavskis | IF Björklöven | 48 | 21 | 19 | 40  | 104 |
| Ulf Söderström       | Färjestad     | 45 | 19 | 21 | 40  | 30  |
| Stefan Gustavson     | AIK           | 46 | 13 | 27 | 40  | 38  |

## Play-offs
Die Play-offs wurden im Modus „Best-of-Seven“ ausgetragen.

### Turnierbaum
| Viertelfinale | Viertelfinale      | Viertelfinale |    |                | Halbfinale | Halbfinale | Halbfinale |  |  | Finale | Finale | Finale |
|               |                    |               |    |                |            |            |            |  |  |        |        |        |
| 1.            | Djurgårdens IF     | 4             |    |                |            |            |            |  |  |        |        |        |
| 7.            | AIK Ishockey       | 1             |    |                |            |            |            |  |  |        |        |        |
| 7.            | AIK Ishockey       | 1             | 1. | Djurgårdens IF | 4          |            |            |  |  |        |        |        |
|               |                    |               | 1. | Djurgårdens IF | 4          |            |            |  |  |        |        |        |
|               | 6.                 | Luleå HF      | 1  |                |            |            |            |  |  |        |        |        |
| 4.            | 6.                 | Luleå HF      | 1  | MoDo Hockey    | 3          |            |            |  |  |        |        |        |
| 4.            |                    |               |    | MoDo Hockey    | 3          |            |            |  |  |        |        |        |
| 6.            | Luleå HF           | 4             |    |                |            |            |            |  |  |        |        |        |
| 6.            | Luleå HF           | 4             | 1. | Djurgårdens IF | 4          |            |            |  |  |        |        |        |
|               |                    |               |    | Djurgårdens IF | 4          |            |            |  |  |        |        |        |
|               | 2.                 | Färjestad BK  | 2  |                |            |            |            |  |  |        |        |        |
| 2.            | 2.                 | Färjestad BK  | 2  | Färjestad BK   | 4          |            |            |  |  |        |        |        |
| 2.            |                    |               |    | Färjestad BK   | 4          |            |            |  |  |        |        |        |
| 8.            | Västra Frölunda HC | 1             |    |                |            |            |            |  |  |        |        |        |
| 8.            | Västra Frölunda HC | 1             | 2. | Färjestad BK   | 4          |            |            |  |  |        |        |        |
|               |                    |               | 2. | Färjestad BK   | 4          |            |            |  |  |        |        |        |
|               | 5.                 | MIF Redhawks  | 1  |                |            |            |            |  |  |        |        |        |
| 3.            | 5.                 | MIF Redhawks  | 1  | Brynäs IF      | 0          |            |            |  |  |        |        |        |
| 3.            |                    |               |    | Brynäs IF      | 0          |            |            |  |  |        |        |        |
| 5.            | MIF Redhawks       | 4             |    |                |            |            |            |  |  |        |        |        |

### Viertelfinale
| Djurgårdens IF – AIK Ishockey             | Djurgårdens IF – AIK Ishockey | Djurgårdens IF – AIK Ishockey | Djurgårdens IF – AIK Ishockey |
| ----------------------------------------- | ----------------------------- | ----------------------------- | ----------------------------- |
| 27. Februar                               | AIK                           | Djurgårdens IF                | 1–4                           |
| 1. März                                   | Djurgårdens IF                | AIK                           | 3–7                           |
| 4. März                                   | AIK                           | Djurgårdens IF                | 5–3                           |
| 6. März                                   | Djurgårdens IF                | AIK                           | 5–1                           |
| 8. März                                   | Djurgårdens IF                | AIK                           | 3–2                           |
| Djurgårdens IF gewinnt die Runde mit 4:1. |                               |                               |                               |

| Färjestad BK – Västra Frölunda HC       | Färjestad BK – Västra Frölunda HC | Färjestad BK – Västra Frölunda HC | Färjestad BK – Västra Frölunda HC |
| --------------------------------------- | --------------------------------- | --------------------------------- | --------------------------------- |
| 27. Februar                             | Västra Frölunda HC                | Färjestad BK                      | 2–3                               |
| 1. März                                 | Färjestad BK                      | Västra Frölunda HC                | 5–1                               |
| 4. März                                 | Västra Frölunda HC                | Färjestad BK                      | 9–3                               |
| 6. März                                 | Färjestad BK                      | Västra Frölunda HC                | 7–3                               |
| 8. März                                 | Färjestad BK                      | Västra Frölunda HC                | 4–1.                              |
| Färjestad BK gewinnt die Runde mit 4:1. |                                   |                                   |                                   |

| Brynäs IF – MIF Redhawks                     | Brynäs IF – MIF Redhawks | Brynäs IF – MIF Redhawks | Brynäs IF – MIF Redhawks |
| -------------------------------------------- | ------------------------ | ------------------------ | ------------------------ |
| 27. Februar                                  | MIF Redhawks             | Brynäs IF                | 3–1                      |
| 1. März                                      | Brynäs IF                | MIF Redhawks             | 2–5                      |
| 4. März                                      | MIF Redhawks             | Brynäs IF                | 5–2                      |
| 6. März                                      | Brynäs IF                | MIF Redhawks             | 4–5 n. V.                |
| Die MIF Redhawks gewinnen die Runde mit 4:0. |                          |                          |                          |

| MoDo Hockey – Luleå HF              | MoDo Hockey – Luleå HF | MoDo Hockey – Luleå HF | MoDo Hockey – Luleå HF |
| ----------------------------------- | ---------------------- | ---------------------- | ---------------------- |
| 27. Februar                         | Luleå HF               | MoDo Hockey            | 2–1 n. V.              |
| 3. März                             | MoDo Hockey            | Luleå HF               | 1–3                    |
| 5. März                             | Luleå HF               | MoDo Hockey            | 4–3 n. V.              |
| 7. März                             | MoDo Hockey            | Luleå HF               | 6–1                    |
| 9. März                             | MoDo Hockey            | Luleå HF               | 6–1                    |
| 27. Februar                         | Luleå HF               | MoDo Hockey            | 1–2 n. V.              |
| 3. März                             | MoDo Hockey            | Luleå HF               | 2–4                    |
| Luleå HF gewinnt die Runde mit 4:3. |                        |                        |                        |

### Halbfinale
| Djurgårdens IF – Luleå HF                 | Djurgårdens IF – Luleå HF | Djurgårdens IF – Luleå HF | Djurgårdens IF – Luleå HF |
| ----------------------------------------- | ------------------------- | ------------------------- | ------------------------- |
| 15. März                                  | Luleå HF                  | Djurgårdens IF            | 5–2                       |
| 18. März                                  | Djurgårdens IF            | Luleå HF                  | 7–1                       |
| 29. März                                  | Luleå HF                  | Djurgårdens IF            | 3–4 n. V.                 |
| 22. März                                  | Djurgårdens IF            | Luleå HF                  | 3–2 n. V.                 |
| 24. März                                  | Djurgårdens IF            | Luleå HF                  | 3–2 n. V.                 |
| Djurgårdens IF gewinnt die Runde mit 4:1. |                           |                           |                           |

| Färjestad BK – MIF Redhawks             | Färjestad BK – MIF Redhawks | Färjestad BK – MIF Redhawks | Färjestad BK – MIF Redhawks |
| --------------------------------------- | --------------------------- | --------------------------- | --------------------------- |
| 15. März                                | MIF Redhawks                | Färjestad BK                | 3–5                         |
| 18. März                                | Färjestad BK                | MIF Redhawks                | 4–6                         |
| 20. März                                | MIF Redhawks                | Färjestad BK                | 4–6                         |
| 22. März                                | Färjestad BK                | MIF Redhawks                | 7–3                         |
| 24. März                                | Färjestad BK                | MIF Redhawks                | 5–0                         |
| Färjestad BK gewinnt die Runde mit 4:1. |                             |                             |                             |

### Finale
| Djurgårdens IF – Färjestad BK             | Djurgårdens IF – Färjestad BK | Djurgårdens IF – Färjestad BK | Djurgårdens IF – Färjestad BK |
| ----------------------------------------- | ----------------------------- | ----------------------------- | ----------------------------- |
| 31. März                                  | Färjestad BK                  | Djurgårdens IF                | 4–1                           |
| 2. April                                  | Djurgårdens IF                | Färjestad BK                  | 4–0                           |
| 5. April                                  | Färjestad BK                  | Djurgårdens IF                | 6–2                           |
| 7. April                                  | Djurgårdens IF                | Färjestad BK                  | 5–2                           |
| 10. April                                 | Djurgårdens IF                | Färjestad BK                  | 5–4 n. V.                     |
| 13. April                                 | Färjestad BK                  | Djurgårdens IF                | 1–2 n. V.                     |
| Djurgårdens IF die Meisterschaft mit 4:2. |                               |                               |                               |

### Schwedischer Meister
| Schwedischer Meister Djurgårdens IF | Torhüter: Martin Holst, Mikael Tellqvist Verteidiger: François Bouchard, Nichlas Falk, Edvin Frylén, Niklas Kronwall, Mikael Magnusson, Ronnie Pettersson, Daniel Tjärnqvist Angreifer: Tomas Alm, Charles Berglund, Joakim Eriksson, Jonas Finn-Olsson, Johan Garpenlöv, Mikael Johansson, Kyösti Karjalainen, Marcus Kristoffersson, Patrik Nilson, Jimmie Ölvestad, Vladimír Országh, Kristofer Ottosson, Andreas Salomonsson, Christian Sjögren, Mathias Tjärnqvist Cheftrainer: Hardy Nilsson, Mats Waltin |

## Auszeichnungen
- Guldhjälmen (Most Valuable Player) – Kristian Huselius, Västra Frölunda HC
- Årets nykomling – Henrik Zetterberg, Timrå IK
- Guldpipa (bester Schiedsrichter) – Ulf Rådbjer, Tumba